# فريتز جيمس
فريتز جيمس (بالإنجليزية: Frederic James)‏ هو رسام أمريكي، ولد في 1915، وتوفي في 1985.